# Ernesto Carneiro Ribeiro
Ernesto Carneiro Ribeiro (Itaparica, 12 de setembro de 1839 — Salvador, 13 de novembro de 1920) foi um médico, professor, gramático, filólogo e educador brasileiro, conhecido pela polêmica mantida com Rui Barbosa, seu ex-aluno, acerca da revisão ortográfica do Código Civil Brasileiro.
"Mestre de várias gerações, de onde saíram figuras como Ruy, Seabra e outros, esparziu as luzes da sua cultura aprimorada e as reverberações do seu espírito boníssimo e superior", no dizer de Antônio Loureiro.

## Biografia
Carneiro Ribeiro nasceu na Ilha de Itaparica, na Baía de Todos os Santos, de família humilde: seu pai, José Carneiro Ribeiro, era escrivão de órfãos na então Vila de Itaparica; sua mãe era Claudiana Ramos.
Na vila natal aprendeu os primeiros fundamentos educacionais, estudando latim desde os doze anos, com o professor desta cadeira oficial Manuel José Pinto; neste ano de 1853, revelando pendores para as letras, transferiu-se para Salvador, onde foi matriculado no Liceu Provincial e teve aulas particulares com o geógrafo João Estanislau da Silva Lisboa, e foi um aluno destacado.
Em seguida estudou humanidades, preparatórias para a Faculdade de Medicina da Bahia, onde se diplomou em 1864. Era ainda aluno do preparatório quando foi indicado pelo Dr. Salustiano Pedrosa para substituí-lo na cadeira de filosofia no Colégio São João, de Francisco de Almeida Sebrão. Ainda como estudante de medicina, recém admitido na academia em 1858, é indicado para lecionar francês e inglês no Ginásio Baiano, de Abílio César Borges, que o fundara naquele ano; mais tarde também ali ensina filosofia e em pouco tempo é feito vice-diretor.
Embora não se desligando da prática médica, o magistério passou a ser sua principal ocupação, tendo prestado concurso para ensinar língua francesa no Liceu Provincial, em 1871 ali novamente se habilita em concurso para lecionar Gramática Filosófica, saindo vencedor contra dois concorrentes e foi nomeado pelo governo provincial. Permaneceu ali, no Liceu da Bahia, até que foi nomeado seu diretor, função onde ficou até o governo Rodrigues Lima, quando pediu demissão; ensinou ainda em várias outras escolas da capital baiana.
Em 1873, junto ao cônego Emílio Lopes Freire Lobo, fundou o Colégio Bahia dedicado ao ensino primário e secundário, que durou até 1883. No ano seguinte fundou um colégio com seu nome, o "Ginásio Carneiro Ribeiro", que lhe sobreviveu dirigido por dois de seus filhos.
Em 1887 concorreu à cadeira de psiquiatria da Faculdade de Medicina da Bahia, obtendo o segundo lugar.
Membro fundador da Academia de Letras da Bahia em 1917, ali ocupando a Cadeira 7 que tem por patrono o Visconde de Cairu, foi também o seu primeiro presidente.
Casou-se em 1872 com Maria Francisca Ribeiro, com quem teve os seguintes filhos: Maria Olívia Carneiro Ribeiro  de Souza (casada com Bernardino José de Souza), Maria Judith Carneiro Pires (esposa de Tito Vespasiano César Pires ), Ernesto Carneiro Ribeiro Filho (que dirigiu o "Colégio Carneiro Ribeiro"), Helvécio Carneiro Ribeiro (vice-diretor deste) e Heráclito Carneiro Ribeiro (juiz em Florianópolis).
Morreu em consequência da erisipela, aos 81 anos de idade.

## Revisão do Código Civil
No ano de 1902 Carneiro Ribeiro foi incumbido, por J. J. Seabra, de realizar a revisão do Projeto de Código Civil, apresentado por Clóvis Beviláqua que pela primeira vez iria vigorar no Brasil, então regido por antigas e esparsas leis das Ordenações Filipinas. Para tanto, foi-lhe dado o prazo de apenas quatro dias, que cumpriu apesar de tão exíguo.
Por razões políticas – Seabra era antigo desafeto e adversário político, na Bahia — Ruy Barbosa engendrou ali uma importante polêmica, que serviu para revelar o profundo conhecimento filológico de Carneiro Ribeiro, que refutou as críticas do ex-aluno proferidas na tribuna do Senado e depois publicadas em jornais e livros.
O estudioso expôs e defendeu a normatização de peculiaridades do idioma português falado no Brasil – diferente das gramáticas então existentes — sendo nisto o pioneiro no país.